# Abdul Rahman Al-Roomi
Abdul Rahman Al-Roomi (28 de outubro de 1969) é um ex-futebolista profissional saudita que atuava como defensor.

## Carreira
Abdul Rahman Al-Roomi se profissionalizou no Al Shabab.

## Seleção
Roomi integrou a Seleção Saudita de Futebol na Copa Rei Fahd de 1992, na Arábia Saudita.

## Títulos
Arábia Saudita
- Copa Rei Fahd de 1992: - Vice
- Copa da Ásia de 1992: - Vice